# Пояна (Вилча)
Пояна (рум. Poiana) — село у повіті Вилча в Румунії. Входить до складу комуни Перішань.
Село розташоване на відстані 165 км на північний захід від Бухареста, 26 км на північ від Римніку-Вилчі, 123 км на північний схід від Крайови, 97 км на захід від Брашова.

## Населення
За даними перепису населення 2002 року у селі проживали 412 осіб, з них 411 осіб (99,8%) румунів. Усі жителі села рідною мовою назвали румунську.